# Marijina bazilika, Maastricht
Marijina bazilika (nizozemsko: Basiliek van Onze-Lieve-vrouw; limburščina / maastrichtščina Slevrouwe) je romanska cerkev v zgodovinskem središču Maastrichta na Nizozemskem. Cerkev je posvečena Mariji Vnebovzeti (nizozemsko: Onze-Lieve-Vrouw-Tenhemelopneming) in je rimskokatoliška cerkev v škofiji Roermond. Cerkev se pogosto omenja kot morska zvezda (nizozemsko: Sterre der Zee), po glavni zavetnici cerkve, Mariji, morski zvezdi.

## Zgodovina
Današnja cerkev verjetno ni prva cerkev, ki je bila zgrajena na tem mestu. Ker pa arheološke raziskave nikoli niso bila izvedene znotraj stavbe, o tem ni nič gotovega. Lokacija cerkve znotraj rimskega kastruma, ki meji na versko svetišče, posvečeno bogu Jupitru kaže, da je območje zasedal rimski tempelj. Ni verjetno, da je bila prva mestna cerkev tu zgrajena in da je ta cerkev v 4. ali 5. stoletju postala stolnica škofije Tongeren-Maastricht.
Nekaj pred letom 1100 je cerkev postala kolegijska cerkev kanonikov knezoškofa  Lièga. Upravitelji so bili izbrani iz kapitlja stolnice sv. Lamberta iz Lièga. Kapitelj Marije, morske zvezde je imel okoli 20 kanonikov, ki je predstavljal srednje velik kapitelj škofije Liège. Do konca leta 1798 je ohranil svoje močne vezi z Liègom. Farani Marije, morske zvezde so se po starih dokumentih opredelili da spadajo v Familia Sancti Lamberti. Jasno je, da je bil kapitelj sv. Servacija močnejša institucija v Maastrichtu, tesno povezan s cesarji Svetega rimskega cesarstva, a sta v celotnem srednjem veku ti dve cerkvi ostali tekmeci. 
Večina današnje cerkve je bila zgrajena v 11. in 12. stoletju. Gradnja mogočnega westwerka se je začela kmalu po letu 1000. V 13. stoletju je dobila ladja gotske oboke. Okoli leta 1200 so kanoniki opustili posvetni življenjski slog, po katerem so bile zgrajene hiše v bližini cerkve. V 14. stoletju je bila župnijska cerkev zgrajena ob kolegijski cerkvi, tako da je bila glavna stavba rezervirana za verske dolžnosti kanonikov. Od te župnijske cerkve, posvečene sv. Nikolaju je ostalo zelo malo, saj je bila porušena leta 1838. Razen cerkve Svetega Nikolaja, so bile v uporabi tri druge kapele, posvečene sv. Hilariju, sv. Evergislu in sv. Mariji minor. V sredini 16. stoletja so prisoten pozno gotski križni hodnik nadomestili s prejšnjim.
Po vključitvi Maastrichta v prvo francosko republiko leta 1794, so bile mestne verske institucije ukinjene (1798). V tem obdobju je bilo veliko cerkvenih zakladov  izgubljenih. Cerkev in samostani so bili uporabljeni kot trgovine in hlevi za vojaško posadko. To stanje se je nadaljevalo do leta 1837, ko je cerkev obnovila versko prakso. To je sovpadalo z rušenjem sv. Nikolaja in prenosom župnije na sv. Marijo, morsko zvezdo.
Od 1887 do 1917 je bila cerkev temeljito obnovljena, delo dobro znanega nizozemskega arhitekta  Pierra Cuypersa. Cuypers je v bistvu odstranil vse, kar ni ustrezalo njegovim idealom romanske cerkve. Deli vzhodnega kora, dva korna stolpa in južna stranska ladja so bili skoraj v celoti obnovljeni.
Cerkev je v baziliko minor povzdignil papež Pij XI. 20. februarja 1933. 

## Opis

### Zunanjost
Stavba je v veliki meri romanska in velja za pomemben primer skupine mozanskih cerkva, za katere so značilni masivni westwerk in psevdo ladje. Naša Marija v Maastrichtu ima res visok, ogromen westwerk in dve psevdo ladji na vsaki strani. Westwerk, zgrajen iz temnega peščenjaka, izvira iz zgodnjega 11. stoletja in je podprt z dvema ozkima stolpoma z lapornimi stolpiči. Nekaj starega materiala, verjetno iz nekdanjega rimskega kastruma v Maastrichtu, je bilo uporabljeno na spodnjih delih westwerka. Ladja s prečno ladjo in psevdo ladjama v veliki meri izvira iz druge polovice 11. stoletja.
Cerkev ima dva kora in dve kripti. Vzhodni kor izvira iz 12. stoletja in je močno okrašen z rezbarjenimi kapiteli. Kripta je stoletje starejša. Med gradnjo je bil originalni tloris vzhodnega dela cerkve opuščen in na novo končan podobno kot je kor stolnice sv. Lamberta v Liègu. Sedanji, močno obnovljeni korni stolpi so pokriti z renskim kamnom namesto s pločevino. Eden od stolpov, poimenovana po sv. Barbari, je bil uporabljen za mestni arhiv in cerkveno zakladnico.
Iz 13. stoletja je gotski portal, obnovljen v 15. stoletju in omogoča dostop v cerkev, kot tudi v tako imenovano Mérode chapelo (ali kapela morske zvezde)
- Westwerk
- Rimski kamen v westwerku
- Vhod v Mérode kapelo
- Apsids in Barbarin stolp
- Kapitel apside

### Notranjost
Čeprav je notranjost cerkve doživela številne spremembe skozi stoletja, ima "verodostojno" romansko podobo. To je v veliki meri posledica obnovitvenih zamisli arhitekta Pierra Cuypersa, ki je nekaj večjih gotskih oken nadomestil z majhnimi romanskimi okni, s čimer je ustvaril temnejše, skrivnostno vzdušje. Cuypers je odstranil tudi bele omete iz poznega baroka in dodal več oltarjev zgrajenih v romanskem ali neogotskem slogu. Kljub vsem tem spremembam je burna zgodovina stavbe še vedno čitljiva. Nekatere freske iz obdobja srednjega veka so ohranjene (vključno sv. Katarino iz 14. stoletja). Stenske poslikave na stebru sv. Krištofa in Jezusa otroka datirajo v 1571. Velika stropna slika v zboru je neoromanska in izvira iz Cuypersove obnove. Vsi vitraji so iz 19. ali 20. stoletja.
Oprema notranjosti cerkve je sledila modi časa, vendar je utrpela hudo skrunitev v letih 1798-1837. Leta 1380 je imela cerkev 33 oltarjev, vendar se je večina srednjeveškega cerkvenega inventarja izgubila v turbulenčnih časih francoske zasedbe leta 1794. Dragocen krstilnik maastrichtsksega kovinarja Aerta van Trichta (c. 1500) je ohranjen, vendar manjka večina  okrasja. Več baročnih spovednic in bogato izrezljana prižnica je iz nekdanje bližnje jezuitske cerkve. Baročni oltar iz 18. stoletja, ki je zdaj v južni prečni ladji, je iz nekdanje cerkve svetega Nikolaja. Velike orgle so bile zgrajena leta 1652, delo Andréa Severina.
Med umetniškimi deli, ki so v lasti cerkve so lesene plošče Jakobove sanje (flamska, c. 1500-1550), veliko platno s Sveto družino (Južna Nizozemska, c. 1600), velika slika Križanje (Južna Nizozemska, 17. stoletje), dve sliki pripisani  Erasmusu Quellinusu II., ena je sv. Cecilija in druga sv. Agnes (17. stoletje), iz 14. stoletja je nemška Pieta, dva kipa iz 15. stoletja Device Marije (vključno slavna v kapeli morske zvezde), Marija z otrokom in sv. Ano in sv. Krištof, obe pripisane maastrichtskemu kiparju Jan van Steffeswertu (c. 1500).
Arhitekturno okrasje v notranjosti bazilike pripada vrhuncu mozanske umetnosti. 20 zelo simbolnih kapitelov v kornem ambulatoriju upodoblja prizore iz Stare zaveze, kakor tudi različne vrste živali, pošasti, ptice, goli ali komaj oblečene ljudi prepletene z listjem in ljudi, ki se borijo z živalmi. Eden od kapitalov je zlasti znan in podpisan Heimo, verjetno izdelovalec, ki bi lahko predstavljal tudi njega, sega čez kapitel k Mariji. Vklesani kapiteli in sklepniki v galeriji pevskega zbora, pa tudi kapiteli v ladji, so nekoliko poznejši in manj živahni, in prikazuje predvsem listje z nekaj človeškimi in živalskimi figurami. Večina izklesanih kapitelov, kot tudi nekateri pomembni reliefi drugje v cerkvi, datirajo v drugo polovico 12. stoletja. Tesno sodelovanje je bilo ugotovljeno med romanskimi kipi Marijini baziliki in v cerkvi svetega Petra v Utrechtu in dvojno kapelo Schwarzrheindorf v Bonnu. 
- Notranjost proti zahodu
- Vzhodmi kor z ambulatorijem in galerijo
- Kapiteli prikazujejo scene iz Stare zaveze
- Relief Prisega na relikvije, veranda

### Križni hodnik in kapela morske zvezde
Dostop do križnega hodnika, ki obdaja vrt, je preko cerkve. Sedanji je bil zgrajen iz laporja v poznem gotskem slogu z nekaj renesančnimi elementi v letih 1558/59. Zamenjal je starejši romanski križni hodnik, od katerega so ohranjeni nekateri kapiteli v zbirki Bonnefantenmuseum. Tla so tlakovana z monumentalnimi nagrobnimi kamni, nekateri od njih iz porušene cerkve svetega Nikolaja. Leta 1910 je bil v vrtu najden stolp rimskega kastruma.
Za mnoge ljudi je glavna atrakcija Marijine bazilike čudežen kip Marije, morske zvezde. Ta lesen kip iz 15. stoletja se je prvotno nahajal v bližnjem frančiškanskem samostanu. Leta 1801 se je preselil v nekdanjo župnijsko cerkev svetega Nikolaja, ki je mejila na Marijino cerkev. Po zaprtju te cerkve leta 1837, so kip preselili v Marijino baziliko. Leta 1903 je bil postavljen v gotsko kapelo v bližini glavnega vhoda, kjer je še danes in kjer ga vsak dan obišče več sto vernikov. Dvakrat na leto se po mestu izvajajo verske procesije.
- Poznogotski križni hodnik
- Detajl okna s perronom (stolp z vladarskim jabolkom - emblem Lièga)
- Nagrobniki v tleh
- Kapela morske zvezde - zunanjost
- Kapela morske zvezde - notranjost

## Zakladnica
Marijina bazilika ima pomembno zgodovinsko cerkveno zakladnico, ki jo sestavljajo relikvije, relikviariji, tekstil in liturgični predmeti. Od 14. stoletja dalje je imela posebno sobo (Schatzkammer), ki se je nahajala v stolpu sv. Barbare (tudi arhiv cerkve). Domneva se, da je bila galerija kora posebej zgrajena za javno prikazovanje nekaterih pridobljenih relikvij iz Konstantinopla. V srednjem veku je obstajala velika tekmovalnost med maastrichtskima verskima kapitljema. Večkrat se je kapitelj sv. Servacija pritožil nad tem, da so kanoniki Marijine bazilike pokazali svoje relikvije zunaj cerkve, za kat niso imeli dovoljenja. Javno prikazovanje relikvij je v srednjem veku pritegnilo veliko število romarjev, kar je pomenilo več prihodkov za cerkev.
Danes je cerkveni zaklad samo del tistega, kar je bil nekoč. Veliko zlatih in srebrnih predmetov je bilo pretopljeno za plačilo vojnih davkov v burnem obdobju po francoski osvojitvi Maastrichta leta 1794. Drugi kosi so bili prodani za osebno korist ali oddani. Šele leta 1837 je cerkev izgubila dva izmed svojih najbolj dragocenih predmetov iz nevednosti. Relikviarij iz 10. stoletja v obliki pravoslavnega križa, ki naj bi vseboval največji košček Pravega križa in tako imenovan Konstantinov prsni križ (oboje izvira iz Konstantinopla in so ju verjetno prinesli križarji) so dali stran bivši kanoniki in so zdaj v zakladnici bazilike sv. Petra v Vatikanu. Dva bakrena in pozlačena reliefa s prikazom angelov so zdaj v zakladnici bazilike svetega Servacija. V nekaterih primerih so bili izgubljeni relikviariji vendar je vsebina (relikvije) shranjena. To velja za tako imenovani Marijin pas. Od prvotnega srebrnega kipa Marije in dveh angelov je ohranjena le srebrna cev s pasom.
Zakladnica Marijine bazilike, kakršna je danes, vsebuje relikvije v skrinjah in doprsne kipe iz pozlačenega srebra in bakra, posrebrenega svinca, medenine, slonovine, roževine, kosti in lesa; kelihe,patene, monštrance in druge liturgične predmete iz srebra, posrebrene medenine ali kositra; cerkvena oblačila in starodavne tkanine, ki so se uporabljale za ovijanje relikvij; starinske knjige in rokopise; slike, grafike in kipe; in nekatere arheološke najdbe. Pomembni so:
- Srebrn relikviarij marijin pas (Maastricht ?, 14. stoletja, nepopolno)
- Stolp, ki pripada srebrnemu kipu sv. Barbare (Maastricht ?, 16. stoletja, kip je bil pretopljen v 1795)
- Tri skrinje relikvij iz slonovine (južna Italija ali Španija, 12. ali 13. stoletje)
- Trije rogovi: en goveji rog s posrebrenim svincem (Skandinavija, 10. stoletje), en iz slonovine z rdeče bakrenim okrasom (južna Evropa, 14. ali 15. stoletje) in en lesen (Nemčija, 15. stoletje)
- Dve srebrni monštranci (Meuse-Ren, 14. in 15. stoletja).
- Rdeča žametna bursa ali torbica (Francija, 15. stoletje). Leta 1913 je bilo v zakladnici še 8 tekstilnih burs (približno 13. stoletja); vse razen ene so izgubljene.
- Tako imenovani plašč sv. Lamberta (? Srednja Azija, 10.-13. stoletja)

Zakladnica vsebuje zbirko nabožnih predmetov: razpelo, kipce, rožne vence, škapulirje, romarske značke in spominske razglednice, ki pripadajo ustanoviteljem "Santjes en Kantjes".
- Zakladnica
- Monštrance in svečniki (17. ali 18. st.)
- Zbirka slonovine
- Rog in usnjena torbica
- Plašč sv. Lamberta